# Adelocera tumens
Adelocera tumens is een keversoort uit de familie van de kniptorren (Elateridae). De wetenschappelijke naam van de soort werd voor het eerst geldig gepubliceerd in 1873 door Ernest Candèze.